# 香港重光

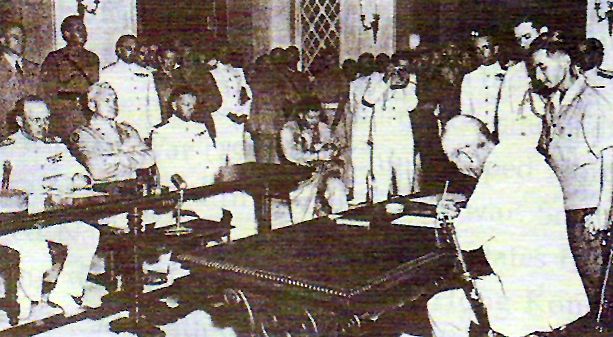
英國及日本軍方於1945年9月16日在香港總督府簽署受降文件接受日本投降，美國、中國及加拿大亦有派出代表出席

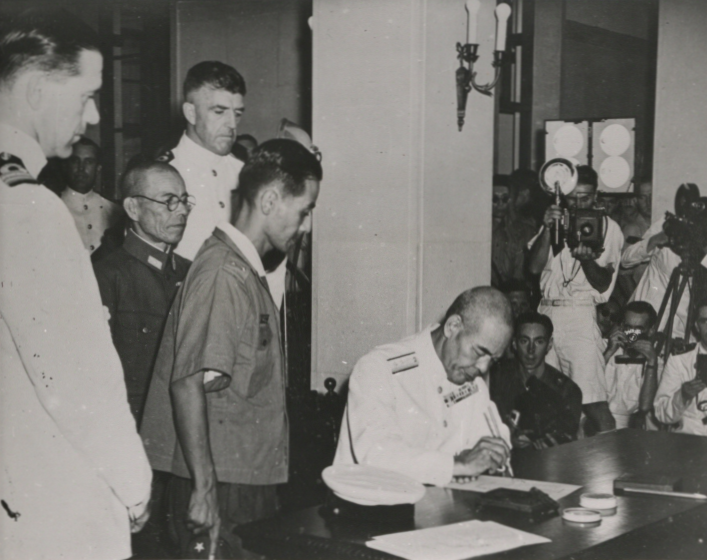
1945年9月16日，日本海軍藤田類太郎中將在英國皇家海軍夏慤少將監督下簽署降書

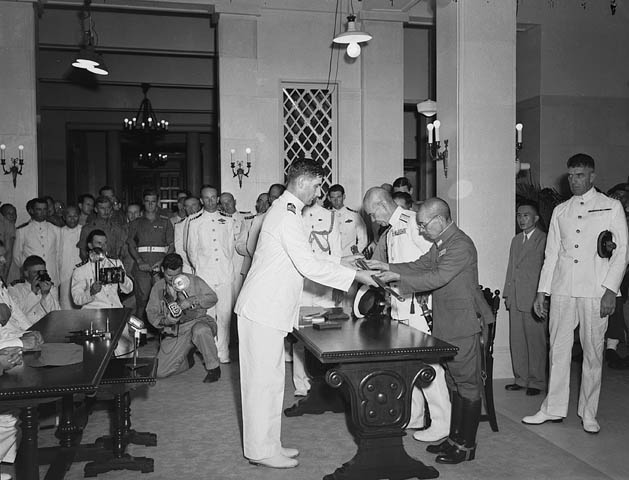
日本陸軍岡田梅吉少將把自己的佩刀呈交到英國海軍軍官手上，象徵在香港的全體日軍解除武裝並向英軍投降

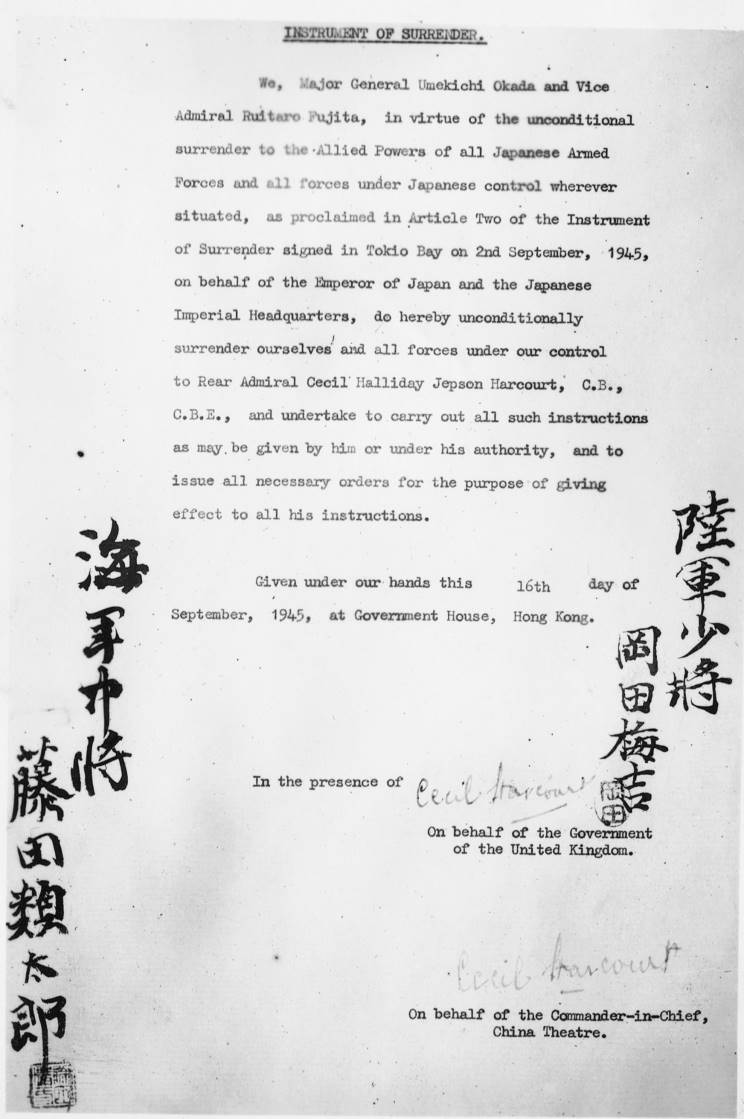
英日雙方代表在香港總督府所簽署的日本皇軍投降文件

香港重光（又譯為「解放香港」或「香港的解放」），部分人士稱作英國重佔香港，亦有部分人士稱為英國收回香港、英國對香港恢復行使主權（Resume British Sovereignty Over Hong Kong），是指1945年8月15日日本宣佈無條件投降，英國皇家海軍太平洋艦隊在8月30日抵達香港，宣布結束香港日佔時期。此前蔣介石曾代表中華民國在開羅會議向大英帝國交涉香港的統治權，但因為英國拒絕及礙於戰後國內外局勢，蔣介石同意以中國戰區盟軍最高統帥身份委派英國皇家海軍夏慤少將接受佔領香港的日軍投降，並由英國恢復管治，二戰後的香港因而能夠避開中國大陸的內戰及動亂，香港經濟發展亦得以打下良好基礎。

## 背景
1941年12月8日日本偷襲美國夏威夷珍珠港約六小時後，日軍入侵英屬香港，香港保衛戰爆發，由駐港英軍、加拿大軍、英屬印度陸軍、香港義勇防衛軍等組成的香港守軍不敵日軍的進攻，港督楊慕琦於1941年12月25日向日軍投降，香港被大日本帝國佔領並進入日佔時期。
1945年8月15日，日本宣布無條件投降。這為香港帶來了一個重要的香港前途問題，即為香港應由中華民國還是英國統治。當時中國國民政府領導人蔣介石認為香港是英國殖民主義與帝國主義的象徵；並認為中華民國在戰爭過程中沉重打擊日軍，已躋身大國之列，成為聯合國四巨頭，亦希望消除所有不平等條約和治外法權；以及香港為同盟國中國戰區廣東作戰區的一部分，所以應歸還香港予《南京條約》持有者中華民國。
早於1943年意大利投降後不久，美國總統羅斯福已打算在擊敗德國、義大利及日本後重建世界新秩序，希望排除英國、法國等歐洲國家在亞洲的勢力，並扶植蔣介石領導的中國填補日本戰敗後在亞洲的權力真空，於是提出英國政府應該放棄香港，歸還給中國發展為國際自由港，羅斯福又不顧蘇聯領導人史太林的反對，堅持邀請蔣介石以盟國「四強」之一的姿態出席開羅會議。
1942年10月9日，美國國務院正式通知中國外交部長宋子文，美國願意立即與中國談判廢除中美之間不平等條約。次日，英、美政府分別發表聲明，準備與中國政府談判，立即放棄在中國的治外法權。隨即宋子文、英國駐華大使薛穆分別代表中、英政府，在重慶開始外交談判。1942年10月13日，中方就英方的草案提出了一份修訂草案，包括了廢除1898年6月9日簽訂的中英《展拓香港界址專條》，即中國要求在戰後收回新界。1942年12月21日，丘吉爾主持英國戰時內閣會議，決定交還新界問題不屬於該條約的範圍。1942年12月25日，薛穆將英方的立場通知中國政府。12月30日，英國戰時內閣會議做出最後決議，“拒絕討論中國（在戰後收回新界）的要求”。12月30日，薛穆照會宋子文，英國最終立場是要麼接受條約不含新界歸屬、要麼談判完全破裂。1942年12月31日，中國政府照會英國，不將新界問題與取消治外法權合併提出。1943年1月11日，宋子文、薛穆、黎吉生（英屬印度政府駐華專員公署一等秘書，代理署務）在重慶簽署《中英關於取消英國在華治外法權及其有關條約與換文》（即中英新約），及《中美關於取消美國在華治外法權及處理有關問題之條約與換文》（即《中美新約》），其中均未涉及新界的任何內容。
因為國共摩擦日趨激烈，國民政府為避免中国共产党在日本投降時趁機進佔包括香港在內的日本佔領地或建立根據地以擴張勢力，於是向英國政府提出交涉。另一方面，英國基於戰爭勝利，強烈希望於戰後保有全部遠東殖民地，包括香港這個英國的遠東海軍基地及商業中心；所以英國在日本投降前已計劃好迅速派兵收回香港，並且儘早建立臨時軍政府，以確立維持香港統治權的既定事實。在英國強硬的態度及戰勝國之間的利益關係下，香港的歸屬問題並沒有在戰後的國際會議上被提出過。
英國殖民地部在1943年10月成立香港計劃小組（Hong Kong Planning Unit），由已退休的前香港輔政司史美（Norman L. Smith）領導，後由殖民地部官員麥道高擔任組長，連同殖民地部香港司官員，為戰後重新管治香港的事務進行籌備工作:71。1943年12月13日，英國戰時内閣正式通過決議，宣布英國在戰後不打算放棄任何領土。1944年7月12日，英國政府決定不惜以武力解放香港，結束香港日佔時期。

## 受降經過

### 天皇裕仁宣布終戰

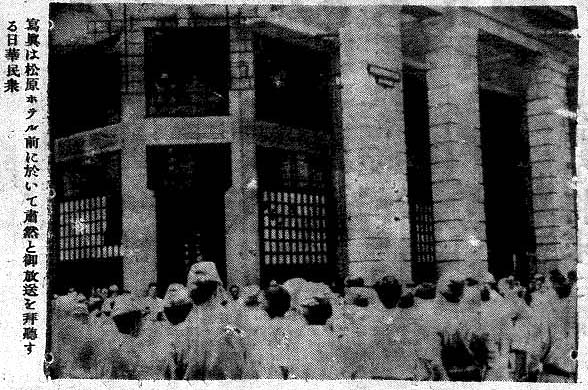
1945年8月16日，一批華人與日本人於松原酒店（原告羅士打大酒店）正門外聆聽日皇裕仁的《終戰詔書》

在東京政府投降前夕，香港市面已流傳日本即將投降的傳言。1945年8月15日，日皇裕仁宣讀《終戰詔書》的錄音由日本官方媒體日本放送協會廣播，日本接受無條件投降。香港佔領地政府在東京政府投降後仍然保持適度的管治，維持基本秩序，但如燈火管制及強制歸鄉政策等諸多規條即日取消。中國戰區最高統帥部參謀長魏德邁中將特派軍機來港，向赤柱拘留營投下他署名的傳單，通告歐美多國的被拘留者繼續留在營內，等候進一步指示。
1945年8月15日，盟軍最高統帥麥克阿瑟發佈一般命令第一號。16日，中國外交部次長吳國楨電告英國，聲稱香港屬於中國戰區，應由中國戰區最高統帥蔣介石受降，又稱英國沒有麥克阿瑟和蔣介石的授權，不得派兵到香港。然而，美國總統杜魯門同日電告英國，表示麥克阿瑟將安排香港由英國受降。18日，中國戰區最高統帥部下令第二方面軍司令官張發奎接收香港，張發奎則下令新編第一軍及第十三軍沿九廣鐵路向香港方向推進，以監視日軍；日軍香港防衛隊於寶安向第十三軍投降。21日，蔣介石電告杜魯門，反對變更日軍投降的對象，要求在香港的日軍應由他受降，英國和美國可參加受降儀式；又稱英軍可憑蔣介石授權駐紮香港島，惟不得進軍內陸。23日，蔣介石電告英美兩國，同意任命英國官員代表他本人受降，英國需允許中美兩國出席受降儀式。
英國外交部在8月11日通過在重慶的英國駐華大使館，命令英軍服務團將一封有關成立香港臨時政府的密函，直接遞送給身處赤柱拘留營的輔政司詹遜，可是當時日軍不批准載有英美軍人的美軍C-47運輸機在啟德機場降落，該封密函於是被交給在澳門的英軍服務團特工梁昌，由他親自把密函帶到香港並交給詹遜，梁昌之後乘坐小汽船到香港，於8月22日在赤柱拘留營將密函轉交給詹遜。詹遜接獲需要成立臨時政府的情報後，當晚在拘留營內與香港淪陷前的高級政府官員召開會議，翌日早上，詹遜與數名原香港政府官員離開赤柱拘留營，前往在中環的法國外方傳道會大樓籌建臨時政府:68-75。不過，此時以輔政司詹遜為首的原香港政府官員仍未能與倫敦政府取得聯繫。一位比較有辦法的前政府官員密派親信前往澳門，向當地領事報訊及發電報予英國駐葡萄牙大使，再將詹遜開始建立臨時政府的消息轉告英國殖民地大臣，詹遜不久便收到殖民地大臣發出的批示。
另一方面在詹遜接獲倫敦政府發出的訓令前，在西南太平洋戰區的英國和澳洲艦隊已接獲密令，迅速航向菲律賓的西北部，在馬尼拉附近的美國海軍基地蘇比克灣集結。8月27日，英軍特遣艦隊在皇家海軍夏愨少將指揮下開赴香港。同日，詹遜在廣播電台向全香港市民宣告英國將會在英軍抵港時恢復對香港的統治。同日，蔣介石電告美國總統杜魯門，重申香港由他受降，因此同意授權夏愨在香港代表他受降，要求杜魯門指示麥克阿瑟向夏愨發出指令。蔣介石另電告英國駐華大使薛穆，聲稱英國如擅自受降，中國必予抵抗。8月29日，中英兩國達成協議，授權夏愨少將在香港代表英國政府及蔣介石受降。

### 英國海軍抵達香港及受降

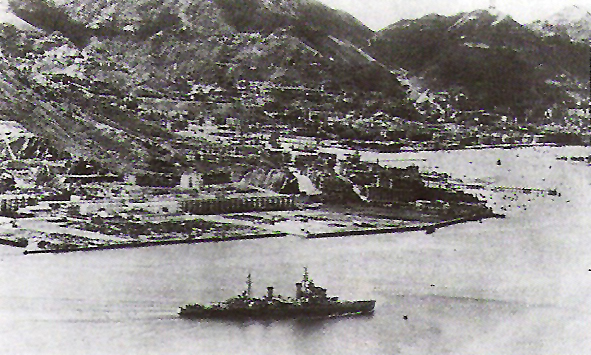
英國皇家海軍迅敏號輕巡洋艦於1945年8月30日經維多利亞港東部的鯉魚門駛到北角對開的海面

1945年8月30日清晨，英國皇家海軍太平洋特遣艦隊在夏愨少將率領下，先派遣澳洲皇家海軍的掃雷艦前往香港島東面的藍塘海峽清掃水雷，爲艦隊開通安全的進港水道。上午10時，在迅敏號輕巡洋艦上的夏愨少將率領加拿大皇家海軍羅拔王子號防空巡洋艦及另外三艘驅逐艦駛入維多利亞港，其餘包括戰列艦及航空母艦在內的英軍艦艇亦於下午5時到達香港。夏慤為表揚及紀念在香港保衛戰期間英勇守衛香港的加拿大軍人，特意安排在加拿大皇家海軍服役的華裔海軍軍官羅景鎏於艦隊靠岸後，成為首位落船登岸的盟軍軍官。英軍上岸後在港九街頭發出英軍解放香港的號外，英文報紙的從業員得知消息後立刻回到報館趕印報紙及分發號外，英軍又向在碼頭圍觀的市民派發物資，並派出工程人員搶修基礎設施，於晚上恢復了香港島的供電，隨英國艦隊抵港的唯一一位新聞記者於當晚向全世界發報香港重光後的第一則新聞報導，香港市區出現慶祝戰爭結束及盟軍取得勝利的活動。英軍在登陸首天亦忙於到各戰俘營解救盟軍戰俘及到赤柱拘留營協助僑民離營。9月1日，夏愨宣布成立由英軍將領領導的臨時軍政府，英國恢復對香港行使主權，同時任命詹遜為副總督及最高文職官員，但因為在倫敦的殖民地部不同意這項人事安排，並任命麥道高來港出任軍政府首席民政事務官，詹遜惟有在9月7日卸任副總督:76-77。同日，英國政府宣布由夏愨少将主持佔港日军的投降儀式，夏愨将同时代表英国政府和中国战区总司令蒋介石在佔港日军的投降書上簽字。此外，中國軍事代表團與夏愨少將達成協議，租用在九龍塘北部的一部分民房，作為國軍部隊調回中國境內的臨時宿舍，在九龍的國軍協助英軍維持治安，協議有效期至1947年8月15日，期間有超過十萬名國軍士兵由海路經香港過境返回中國。英軍的增援部隊於9月4日抵港，並運來大批糧食及物資，解決香港民衆最迫切的基本需要，英國皇家海軍陸戰隊第3突擊旅於抵港後成爲臨時治安部隊。9月12日，首批在英國印製的新港鈔運抵香港，9月14日開始在市面流通，英國人在港府保證下，每人獲得信用貸款二百港元，而市民開始拒收日本軍票。英軍先後於9月5日及9月14日收回被日軍佔領的九龍和新界，約有22,000名日本軍民在香港向英軍投降。
香港受降儀式於1945年9月16日在香港總督府舉行，英國皇家海軍夏愨少將代表英國政府及中國戰區最高統帥蔣介石，接受日本陸軍岡田梅吉少將和日本海軍藤田类太郎中將代表在香港的日軍無條件投降，並在中國代表潘華國少將、美國代表威廉臣上校及加拿大代表凱氏上校見證下，雙方簽署受降文件，之後日本陸軍岡田梅吉少將把自己佩戴的軍刀獻上給夏愨少將，象徵在香港的全體日軍解除武裝並向英軍投降。受降儀式完成後，停泊在維多利亞港的英軍軍艦鳴放21響禮炮，並開始舉行慶祝活動，當晚9時半，海軍船塢、美利兵房，聯同在維多利亞港內的軍艦發放煙花，並使用探照燈舉行匯演。為紀念戰爭結束及盟軍取得勝利，香港政府決定以後每年的重光紀念日為香港公眾假期。
1945年10月9日，香港臨時軍政府舉行大型慶祝勝利活動，當日被訂為公眾假期。早上10時，先在位於中環的和平紀念碑舉行追悼儀式，悼念香港及盟國的戰爭死難者，英軍在悼念儀式結束後舉行勝利閱兵，皇家空軍噴火式戰鬥機編隊飛越維多利亞港上空，英國皇家海軍、皇家海軍陸戰隊、皇家空軍、英屬印度陸軍分別組成受檢閱隊列，由德輔道操向租庇利街及干諾道，接着是其他勝利巡遊隊伍。閱兵單位及部分巡遊隊伍之後乘船到九龍，於下午在尖沙咀半島酒店前繼續舉行閱兵及勝利巡遊，到晚上9時，在維多利亞港的英軍軍艦發放煙花，並配合探照燈照亮夜空，晚間的整場匯演長達20分鐘。

## 戰後重建
英國早於1942年底經已決定，重新接管香港後將會暫時以軍政府形式管治以進行復原工作，並聽命於英內閣遠東特別小組委員會。而夏愨亦1945年9月1日頒佈《軍政府統治公告》，正式宣佈成立軍政府。軍政府的首要工作，是接收政府機關及船塢，並釋放盟國戰俘和被囚的英國僑民，而且亦使水電供應等公共設施儘快恢復正常。警署、航政署等政府部門也恢復運作，並致力維持公共秩序。英軍在日軍投降後制定「鐵甲行動」（Operation Armour），安排船隻從印度、泰國、緬甸、澳洲等地把糧食和藥物送到香港，使饑荒和疫症得以避免。
日佔時期在香港遺留了很多問題，日本佔領香港期間把糧食和物資優先供應日軍及日本本土以支撐戰爭，導致香港出現大規模饑荒和猖獗的傳染病，為了讓百廢待興的香港盡快恢復正常，夏愨領導的軍政府率先推行糧食及燃料統制，並頒布延期付款法令，以凍結各銀行在戰前的資金，執行全面的管制政策。由於中國廣東省在戰後實施糧食禁運，因此軍政府下令禁止糧食從香港出口，並從亞洲各地大量進口糧食，確保糧食供應的穩定，為避免必需品被故意囤積抬價，因此規定糧食及燃料都要經由軍政府集中採購，獲許可分銷必需品的登記零售商，需要遵從政府議定的公價配售，在糧食配給制度下，市民要領取配米證購買米糧，可購得的最大份量參照配米證上的登記家庭成員人數和年齡而定，需使用購物證購買的物品還包括麵粉、糖、油和煮飯用的柴。除了實施配給制度，軍政府亦向貧苦大衆定期派發糧食，避免香港發生戰後飢荒，在日佔時期離開香港的居民也受到平價米的吸引紛紛回港，充實香港人口。軍政府爲確保糧食供應，鼓勵本地漁農業增產，又設立漁業和農業統營系統，讓漁民及農民將漁農產品在統營市場銷售。故此，無論是貿易及工商業還是市面的糧食和日用品，以至房租及工資，在英軍光復香港初期都受到不同程度的公價統制。雖然大部分貨品在軍政府的統制下只能以公價買賣，但價格已較1941年日軍入侵香港前增加了四至五倍，可是工資並沒有追回差距，軍政府想透過凍結工資以維持廉價的勞動力，以加快戰後重建及維持貿易競爭力，但中國不久之後便爆發內戰，導致大批難民湧入香港，造成嚴重的通貨膨脹，成為香港在1950年代工潮四起的其中一個起因。1945年11月，統制政策結束，大部份物資恢復自由貿易，但必須先向出入口處申領貨物進口的許可證，而米糧配售制度則維持至1954年8月才告撤銷。
日軍的入侵及盟軍反攻時空襲香港造成大量建築物及基建設施受損，維多利亞港在日本投降時只剩下60多艘不能航行的破船，還有在保衛戰期間英軍故意鑿沉以阻塞航道，及因日軍攻擊或盟軍空襲而沉沒的大量沉船，這些沉船對航行及靠泊構成極大妨礙，各主要航道更由於佈放有水雷而危機四伏，油庫、船塢及多個碼頭也受到嚴重破壞，使維多利亞港失去港口功能，軍政府爲盡快恢復航運暢通，確保物流供應，因此加派皇家海軍掃雷艦清除水雷，打撈沉船，安裝航標，同時修復受到破壞的港口基建設施。在戰爭爆發及隨後的日佔時期估計有20%的中式民房受到嚴重破壞，另有70%的西式民房及10%的中式民房在戰火中被摧毀，爲加快重建進度，軍政府經常派英軍士兵協助修橋築路，如西貢公路便是由英軍工程兵及80名受英軍監督的日軍戰俘開通。1945年11月17日香港股市重開。1946年8月30日香港重光週年紀念，港府在早上舉行死難者悼念儀式，之後舉行閱兵及巡遊等慶祝活動，香港郵政署則發行一套重光紀念郵票。香港人口在1946年中期便回到戰前水平，商業興旺，而跑馬地馬場的賽馬活動於1947年正式復辦。
軍政府成立了14個戰犯調查處追究香港淪陷期間的戰爭罪行，並設立香港軍事法庭，審判了200多名日軍戰犯。香港由軍政府統治8個月後，即1946年5月1日，楊慕琦回港復任總督，軍政府統治時期結束，恢復三權分立的管治制度。香港政府在戰後意識到必須改變過往的管治手法，楊慕琦復職不久便廢除被認為帶有歧視成分的法例，華人不再被禁止使用某些海灘或在太平山的山頂區擁有物業。對於在日佔時期曾與日軍合作的華人，香港政府採取寬大處理的手法，除了涉及曾經加害市民人身的嚴重個案外，其他的勾結行為大部分都不予追究，就算是日佔時期的最高華人代表，出任華民代表會主席的羅旭龢，香港政府也沒有控告其叛國，僅是將他列入永不錄用的黑名單。

## 圖片資料

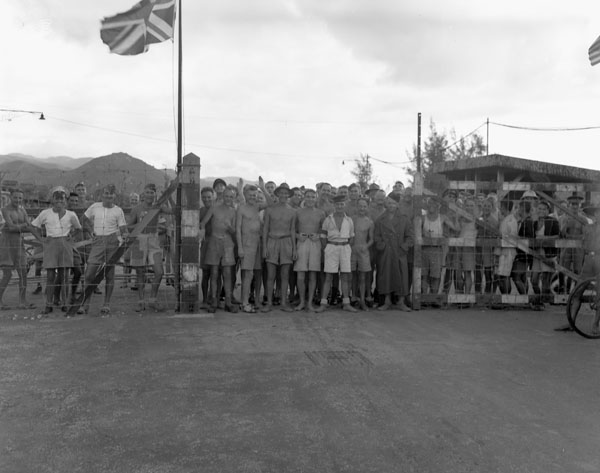
1945年8月30日英軍解放香港當天等待離開戰俘營的英國和加拿大戰俘
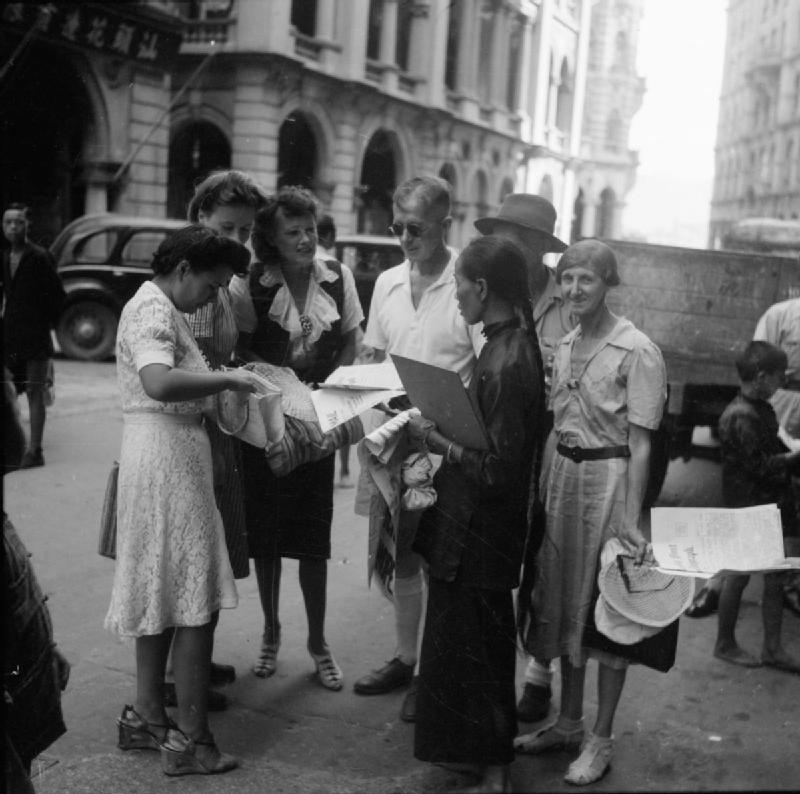
在赤柱拘留營被日軍羈押超過三年半的英國及外籍人士重獲自由，在英軍協助下離營回到香港市區，之後向報販購買香港重光後的第一份報紙
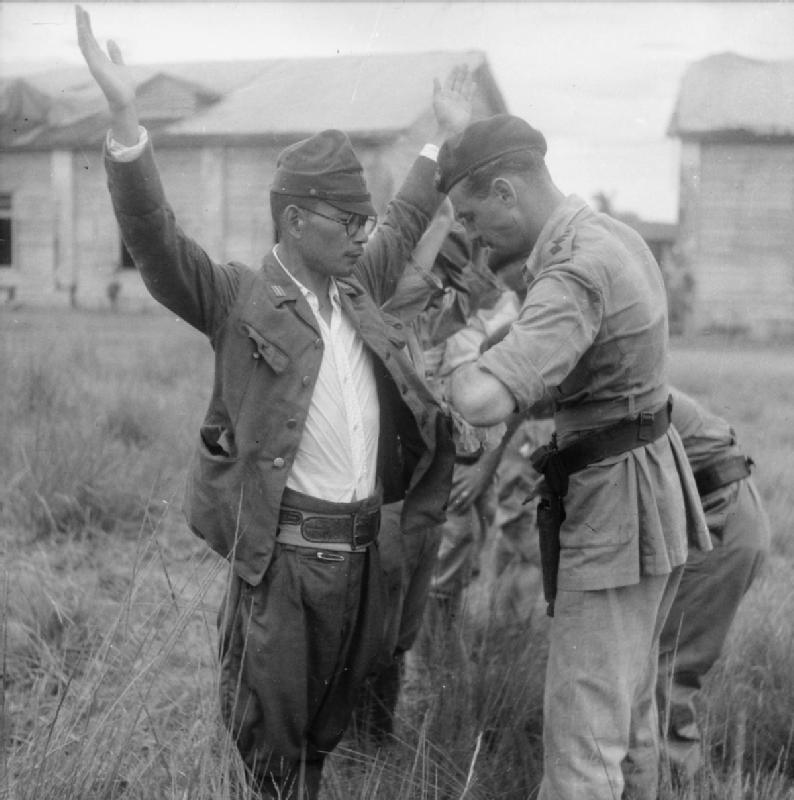
投降的日軍士兵正在接受英軍搜身
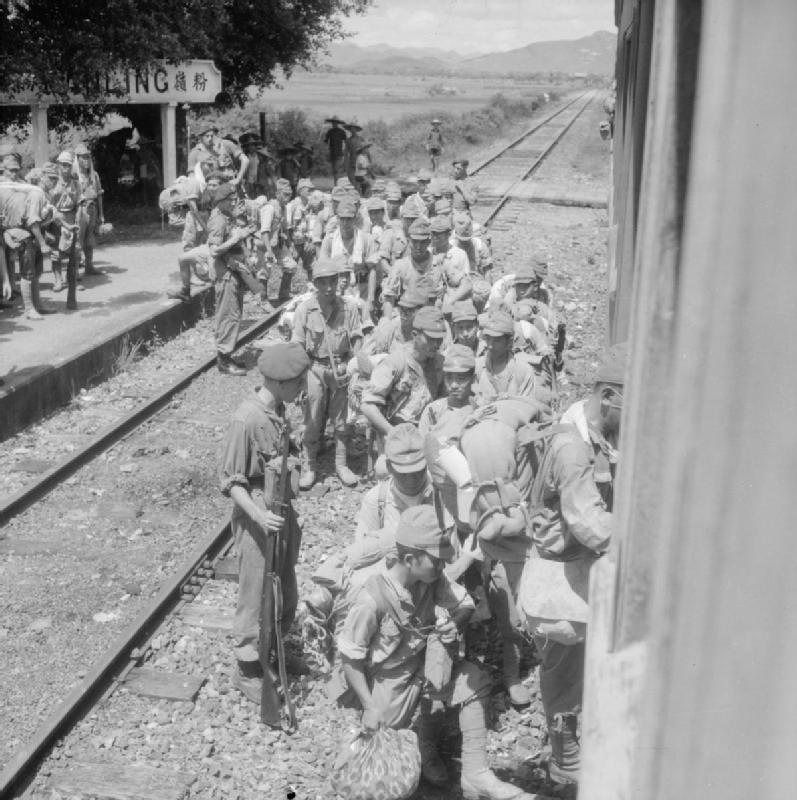
投降的日軍隊伍在英軍押解下於粉嶺火車站登上火車
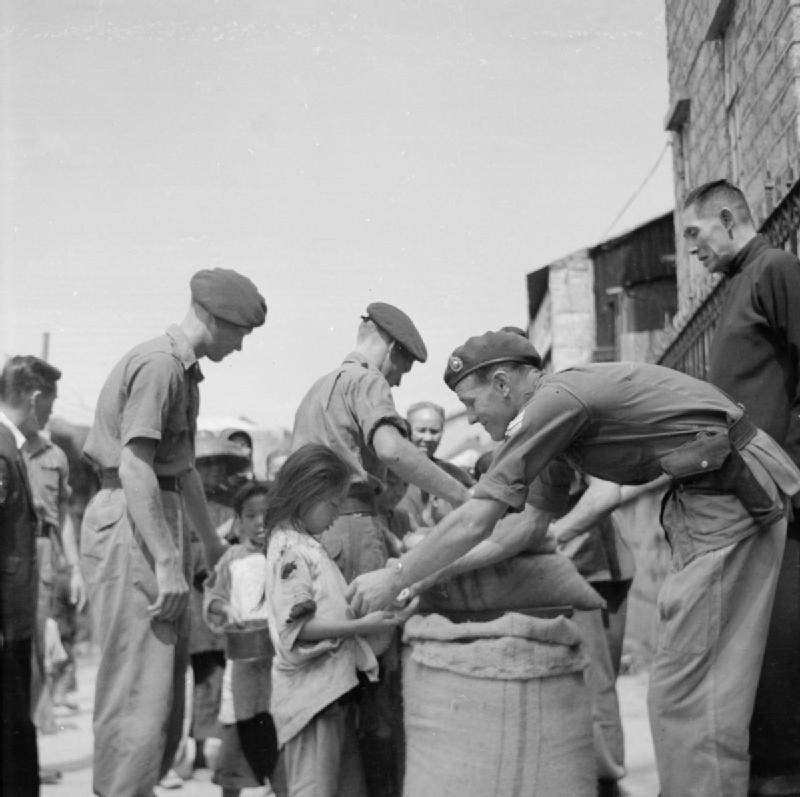
英軍士兵在長洲向居民派發米糧，香港在日佔時期的後期糧食供應嚴重不足，到香港重光時市民普遍營養不良，英軍需要運來糧食緩解缺糧的困境
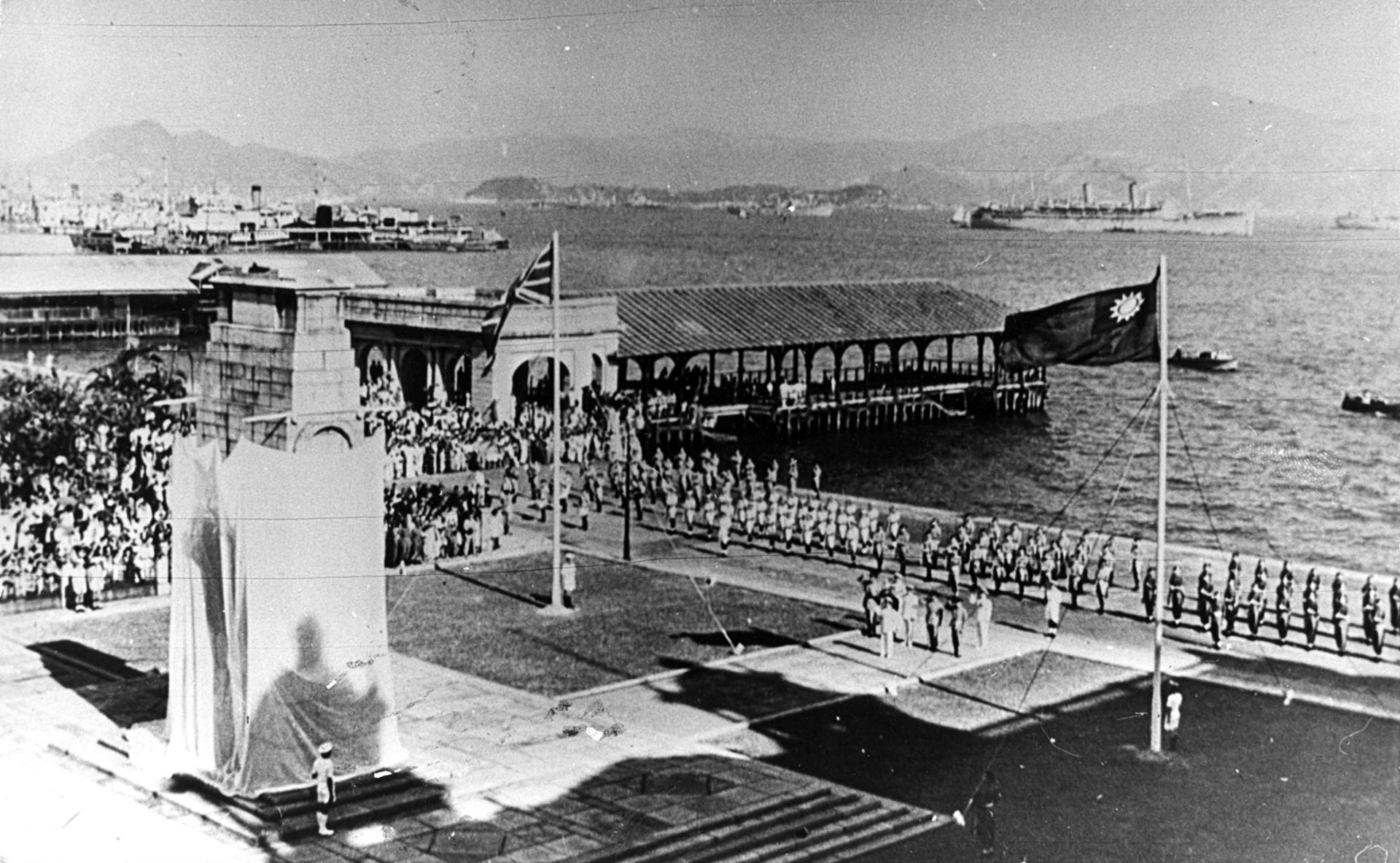
英軍在香港重光後舉行勝利閱兵巡遊，當日在和平紀念碑所在的廣場升掛有英國國旗和中華民國國旗

## 外部連結
- Surrender of Japan at Government House in Hong Kong (1945) （页面存档备份，存于） － 英軍抵達香港及在港督府舉行受降儀式接受日軍投降的歷史記錄視頻，由英國百代（British Pathé）發佈。

 维基共享资源上的相關多媒體資源：香港重光